# روزان آساطریان
روزان شیراکی آساطریان (ارمنی: Ռուզան Շիրակի Ասատրյան؛ انگلیسی: Ruzan Asatryan زادهٔ ۱۶ مهٔ ۱۹۴۸)، شاعر، روزنامه‌نگار نظر، فعال اجتماعی و نویسنده اهل ارمنستان است.

## زندگی‌نامه
وی در ۱۶ مهٔ ۱۹۴۸ در روستای ماستارا به دنیا آمد و از دانشگاه دولتی وانادزور فارغ‌التحصیل گشت. وی برنده جوایزی مدال گارگین نژده و
مدال طلای وزارت فرهنگ جمهوری ارمنستان همچون شد. وی عضو اتحادیه نویسندگان ارمنستان نیز می‌باشد.